# Alinza discessalis
Alinza discessalis là một loài bướm đêm trong họ Erebidae.